# Richard Rado
Pour les articles homonymes, voir Rado.
Richard Rado (1906-1989) est un mathématicien allemand qui a principalement travaillé en combinatoire.

## Biographie
Le père de Rado est originaire de Budapest. L'adolescent aurait pu faire une carrière de pianiste mais choisit de devenir mathématicien. Il étudie d'abord à Berlin et à Göttingen et obtient en 1933 son doctorat, sous la direction d'Issai Schur. La même année, à la suite de la prise du pouvoir en Allemagne par les nazis, il émigre en Grande-Bretagne. Boursier à Cambridge (Fitzwilliam House), il y est influencé par G. H. Hardy, J. E. Littlewood, Bernhard Neumann, Abram Besicovitch et Philip Hall. En 1935, il obtient une seconde thèse, dirigée par Hardy. Il est aussi en contact avec Harold Davenport et Hans Heilbronn. Lecturer à Cambridge, il y rencontre Paul Erdős, avec qui il publie une série d'articles en combinatoire et théorie des graphes. Il passe en 1936 à l'université de Sheffield, où il est collègue et ami de Leonid Mirsky (en), puis en 1947 au King's College de Londres, avant d'occuper une chaire à l'université de Reading, de 1954 jusqu'à sa retraite en 1971.
Il est marié depuis 1933 avec Luise Zadek, avec qui il a un fils. Le couple se produit dans des manifestations musicales, elle chantant et lui l'accompagnant au piano.
Eric Milner est parmi ses étudiants et coauteurs.

## Œuvre
Rado fonde avec Erdős le calcul des partitions en théorie de Ramsey. Dès sa thèse de 1933, il traite de questions apparentées à cette théorie, à partir du théorème de van der Waerden. Il travaille ensuite sur la théorie des graphes, le lemme des mariages de Hall et la théorie des matroïdes. D'après la description par Erdős de leur collaboration, lui-même excelle à découvrir des cas particuliers intéressants, tandis que la spécialité de Rado est de les généraliser de façon optimale.

## Distinctions
Rado reçoit en 1972 le prix Senior Berwick.
En 1978, il est élu membre de la Royal Society.
En 1981, il est fait docteur honoris causa de l'université libre de Berlin.
Il est orateur invité au Congrès international des mathématiciens de 1974 à Vancouver (Families of Sets) ainsi qu'en 1962 (A theorem on vector spaces), 1954 (A Partition Calculus) et 1936 (Some recent results in combinatorial analysis).
Le prix Richard Rado (de) pour la meilleure thèse en mathématiques discrètes, attribué tous les deux ans par la Deutsche Mathematiker-Vereinigung, honore son nom.

## Sélection de publications
- (de) Studien zur Kombinatorik, Berlin, 1933 (lire en ligne) (1re thèse, avec CV jusqu'en 1933)
- (en) (avec Paul Erdős), « A partition calculus in set theory », Bull. Amer. Math. Soc., vol. 62,‎ 1956, p. 427-489 (lire en ligne)
- (en) (avec Paul Erdős, András Hajnal et Attila Máté), Combinatorial set theory. Partition relations for cardinals, North-Holland, coll. « Studies in logic and the foundations of mathematics » (no 106), 1984, 348 p. (ISBN 978-0-444-53745-4, lire en ligne)